# Berger des pyrénées
Berger des pyrénées är en liten till medelstor hundras från Pyrenéerna i södra Frankrike, och finns i två olika varianter: à poil long och à face rase.

## Historia
Rasen har traditionellt använts som vallhund och herdehund för transhumansbruket i de franska delarna av Pyrenéerna. Variationen i typ har varit stor mellan olika isolerade delar av bergen. Den långhårigare varianten härrör främst från höglänta områden, medan den något korthårigare härrör från dalgångarna. Rasen anses stå nära den katalanska vallhunden gos d'atura català liksom den större franska vallhunden briard.
Rasen beskrevs första gången av veterinären Jean Pierre Mégnin (1828-1905) på en nationell konferens om vallhundar 1893. Under första världskriget rekvirerades hundarna som rapporthundar genom den bergiga terrängen. Mellan 1920 och 1925 utarbetades en rasstandard. 1926 erkändes rasen av den franska kennelklubben Société centrale canine (SCC) och den deltog samma år för första gången på hundutställning i Paris.
Berger des pyrénées har ökat i popularitet på senaste år i Sverige, och syns mer och mer på lydnadstävlingar och agilitytävlingar.

## Egenskaper
Rasen har ett stort aktivieringsbehov, tycker om att få springa fritt och vill gärna delta i familjens olika aktiviteter. Det är en aktiv, alert och intensiv hund. Den är en mycket självständig hund men samtidigt lättlärd och mycket lämpad för olika hundsporter. Passar ej som ren sällskapshund. De kan ha mycket vakt i sig och behöver en arbetsuppgift. Detta är en hund som man inte kan promenera trött.

## Utseende

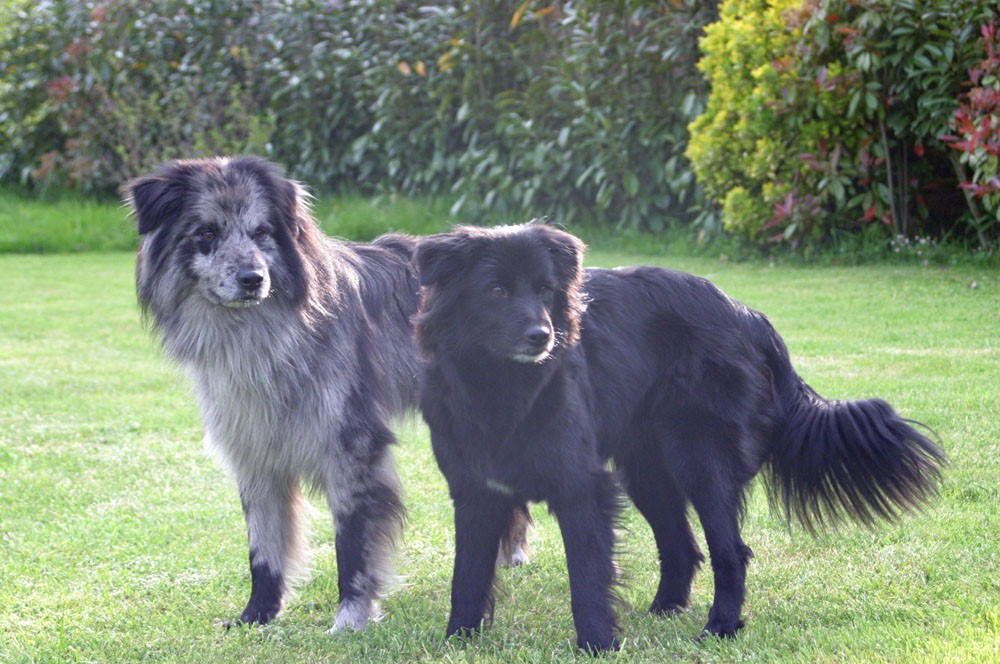
Berger des pyrénées à face rase.

Berger des pyrénées är den minsta av de franska vallhundarna. À poil long-hanar är 39 till 47 centimeter i mankhöjd, och à poil long-tikar är 38 till 46 centimeter. À face rase-hanar är 39 till 53 centimeter i mankhöjd, och à face rase-tikar är 39 till 52 centimeter. Vikten är mellan 7 och 15 kilogram, och syftar till en smidig och muskulös hund, aldrig fet. 
Huvudet har små proportioner i förhållande till kroppen. Berger des pyrénées har en ganska platt skalle, och ett något kort, trekantigt nosparti. Ansiktet är uttrycksfullt och intelligent, med mörka ögon, bortsett från hos merlefärgade eller skiffergrå hundar. Traditionellt beskärs öronen. Om öronen vore naturliga skulle de vara uppåtstående eller halvvägs hängande.
Naturligt hängande öron är inte korrekt för rasen.